# Iglesia del Corpus Christi (Granada)
La iglesia conventual del Santísimo Corpus Christi es un templo católico de la ciudad española de Granada, comunidad autónoma de Andalucía, también conocida como iglesia de Santa María Magdalena, se encuentra situada en la popular y céntrica calle Gracia en su esquina con la peatonal y también conocida calle Puentezuelas, del casco histórico de esta ciudad.

## Historia
Su historia tiene su comienzo en la fundación de un beaterio de monjas agustinas, allá en el año 1636, junto al convento de agustinos descalzos en el Albaicín.
Sería en el año 1655 cuando llegaron a la ciudad tres religiosas procedentes del convento de la Encarnación de Valladolid con el fin de consolidar la fundación del convento. Unos años más tarde, en 1671 se mudaron a unas casas que habían adquirido en la calle Gracia.
La construcción del convento se realizó a expensas de unos parientes de la priora, Don José y Don Lucas Aguilar y Rebolledo.
Iniciadas las obras en 1677, la nueva iglesia quedó inaugurada en el año 1688. Tanto el proyecto como la dirección de obras corrió a cargo del arquitecto José Granados de la Barrena.
A mediados del siglo XIX, y tras el proceso de desamortización, se traslada a la iglesia conventual del Corpus Christi la antigua parroquia de Santa María Magdalena ubicada en la calle de Mesones, que fue destruida.
Es propiedad de la comunidad de Agustinas Recoletas.

## Iglesia
Se corresponde con la tipología general de las iglesias barrocas con pórtico a sus pies.
Su planta es de cruz latina con capillas laterales, tres a cada lado y comunicadas entre sí a modo de naves. Cuenta con un crucero coronado con cúpula y linterna y con una cabecera rectangular que se cubre mediante una bóveda de cañón con lunetos en los extremos.
Solo presenta dos fachadas al exterior: la principal y la lateral derecha, ya que el resto se encuentra adosado al edificio del convento.

## Catalogación
Está catalogada Bien de Interés Cultural con tipología jurídica de Monumento, y así consta publicado en el BOJA de 4 de junio de 1985.